# Земля (Велике князівство Литовське)
Земля — територіально-політична одиниця Великого князівства Литовського.

## Визначення
Кожен регіон «землі» Великого князівства Литовського фактично являв собою воєнний округ, на чолі якого знаходився великокнязівський намісник або воєвода.